# ネット右翼
ネット右翼（ネットうよく）とは、インターネット上の掲示板やSNSで過激に右翼的・保守的主張をする人々。インターネットの「ネット」と「右翼」を合わせた造語であり、ネトウヨと略される。対義語としてネット左翼（パヨク）があるとされる。

## 定義
ICTディレクターの横田一輝はネトウヨとは「インターネットの「ネット」と「右翼」を合わせた造語」であり「ネトウヨは右翼の主義主張を唱える人だけに留まらず自分自身の思想に反するネット上の意見に対し攻撃的なコメントを展開する人々全般を含むことが多い。例えば、特定の国や人種に対する差別的発言を繰り返したり、新聞社の社説や記事、テレビ局の放送内容に対する批判などを、過激に、または誹謗（ひぼう）中傷、侮蔑的表現として、掲示板やブログに投稿したりする人々」としているが「ネトウヨについての明確な定義はない」と解説している。
渡辺豪によれば、過激な表現で排外主義などをインターネット上で発信する人々の呼称であるという。辻大介によれば、厳格な定義はないが、おおよそ、保守的で排外主義的な書き込みや情報発信を行うユーザーのことを指すといい、排外主義的な傾向が薄いものを「ネット保守」と呼んで「ネット右翼」と区別する向きもある、という。安田浩一は「ネット掲示板などを通じて「愛国」や「反朝鮮」「反中国」「反サヨク」を呼び掛ける人たちは、一般的にネット右翼と呼称される」と述べた。
非難の意図で用いられることが多いが、瀬戸弘幸は自らを積極的に「ネット右翼」と称し、桜井誠は自書の表題として用いており、神戸市会議員の岡田ゆうじは「私はネトウヨです。ネトウヨであることに誇りを持っています」と発言しているように、自ら積極的に「ネトウヨ」を自称する者もおり、その語の受け止めは一様ではない。

## 発祥について
辻大介によれば、ネットスラングとして2000年前後から広がった用語であるといい、伊藤昌亮によれば、「ネット右翼」もしくは「ネトウヨ」という語が広く用いられるようになったのは2000年代半ば以降のことだという。また、芝正身によれば、「ネット右翼」という現象は2ちゃんねるなどの匿名掲示板によるインターネットコミュニケーションが普及し始めた時期、西暦2000年代初頭、ほぼ同時に発生したという。さらに鈴木邦男によれば、少なくとも2000年代には「ネット右翼」という言葉が一般化したという。
佐々木俊尚によれば、インターネットの掲示板やブログなどで左翼的・反日的な発言をする者がいると、批判のコメントの嵐が降り注ぐ状況に閉口する左翼系の人たちが「組織化されたネット右翼が集団で妨害行動をおこなっている」と抗議するようになったのが、この言葉の始まりである、といい、『朝日新聞』の「萎縮の構図」では、「ネット右翼」について「数年前からネット上で使われ出した言葉だ。自分と相いれない考えに、投稿や書き込みを繰り返す人々を指す。右翼的な考えに基づく意見がほとんどなのでそう呼ばれるようになった」と言及された。
稲垣吉彦は『現代用語の基礎知識 2011』の「ワードウォッチ 今年みつけたコトバたち」で「ネトウヨ」を挙げた。
なお現在確認できる「ネット右翼」の最古の用例は、1999年4月29日に投稿された、当時結成されたネット右翼団体「鐵扇會」の紹介に遡る。これは2ちゃんねる（現・5ちゃんねる）の創設よりも若干だが早い。

## 様態

### 観点
鴻上尚史は、ネット右翼を「古きよき日本」を維持、あるいは復活させようとしている存在であると述べた。鴻上の主張する「古きよき日本」とは「社会ではなく世間」に関するもので、軍国主義の復活という意味ではなく、地域のコミュニティ崩壊以前の共同性といったものを指す。
古谷経衡によれば、ネット右翼は左派メディア（リベラルメディア）を敵視すると同時に、「目覚める」といった言葉を多用している。すなわちネット右翼の観点では、かつてメディアに「洗脳」されていた自分は「間違った歴史観」を信じていたが、ある日「真実」に目覚めた、となっている。こうした観点においては、主人公は自分を「騙している」虚構の世界から「覚醒」し、「本当の敵」を相手に死闘するという筋書きになっており、それはSF映画『マトリックス』の世界観に酷似している。こうしたネット右翼の歴史観を、古谷は「マトリックス史観」と呼称している。また、古谷はネット右翼は日本企業、日本経済そのものを疲弊させているとの主張している。
濱野智史は「ネット右翼」は冷戦後、左翼・左派イデオロギーによって社会への不満が解消され得なくなり、その代わりに出てきたものとしている。
倉山満と吉田照美は、上皇の明仁に対して「反日」等の誹謗中傷を行った者をネット右翼と認定している。秋篠宮家の眞子内親王（当時、現・小室眞子）に誹謗中傷を送って逮捕された者は慰安婦問題で朝日を激しく攻撃し、在特会にもシンパシーを表明し、捜査関係者から「典型的なネトウヨ」と評されていたという。
倉山は日本の歴史において、保守及び右翼と自称している者が皇室に対して批判ではなく、誹謗中傷をするのは日本の歴史上、事例がないと主張している。そのため、ネット右翼は本来の右翼保守団体から猛烈な批判を浴びせられたと主張している。
やまもといちろうはネトウヨになる理由について、「職歴、学歴、家系が誇れなく、日本または日本人であるという国籍しか誇れない人たちがネトウヨになる」、および「ネトウヨは明治維新の攘夷運動の人間と同じ」だという。

### 在特会とネット右翼
安田浩一は行動する保守を「街頭に出たネット右翼」と捉え、「ネット右翼なる"資源"がなければ在特会も存在しなかったであろう」と主張した。藤生明は、在日特権を許さない市民の会について、「ネット上で過激な書き込みをする「ネット右翼」の人々が掲示板の告知をみて、デモや集会に集まることで知られる団体だ」と主張した。三橋貴明と古谷経衡は、在特会は「ネトウヨ」ではなく「リアルウヨ」であると主張した。

## 計量分析

### 辻大介による「右傾化」研究
辻大介は、2007年に20～44歳のネットユーザーを対象に行った調査で、(1) 韓国・中国のいずれに対しても「あまり」「まったく」親しみを感じないと回答、(2) 「首相や大臣のの靖国神社への公式参拝」、「憲法9条第1項改正」、「憲法9条第2項改正」、「小中学校の式典での国旗掲揚・国歌斉唱」「小中学校での愛国心教育」の5項目すべてに「賛成」「やや賛成」と回答、(3) この1年の間に、政治や社会の問題について「自分のホームページに、意見や考えを書きこんだ」「他の人のブログに、自分の意見や考えをコメントした」「電子掲示板やメーリングリスト等で議論に参加した」という3項目いずれかに、したことが「ある」と回答、という3条件にすべてあてはまるものを「ネット右翼」層とし、ネットユーザー全体の1%未満と推計した。
辻がネットユーザー998人を対象におこなった調査によれば、「ネット利用者全般というよりも特に2ちゃんねる利用が排外的ナショナリズムと関連しており、2ちゃんねるの利用はネット上の悪口や過激な書き込み、炎上に対して許容的な態度と有意に関連している」としている。また辻は、ブログや電子掲示板等で積極的に情報発信をおこなうネット利用者で『「韓国」「中国」いずれにも親しみを感じない』『靖国公式参拝・憲法改正等に賛成』『政治・社会問題についてネット上で書きこみや議論をした』の全てに該当する者をいわゆる「ネット右翼的」と操作的に定義した上で調査を行ったところ、ネット右翼的な層はネットの外でも署名・投書・募金や集会出席などの「リアル」な活動に積極的な傾向がみられた。このことから「“ネット右翼”はネット特有の現象というよりも“リアル”と地続きの現象であり、これまでは目につきにくかった“右翼”的な潜在層がネット上で可視化されたととらえるのが適当かもしれない」としている。
また、一般的な「右傾性」は愛国心やパトリオティックな意識と嫌韓・嫌中が必ずしも結びつかないというのが特徴である。政治的、文化的なナショナルプライドや愛国心といった「右傾性」に結び付く因子が高いほど韓国・中国に対する親しみが高くなり、移民に対する評価も肯定的であるという結果が出ている。これらの因子は、対人関係においても、他人への信頼の高さ、友人の多さ、孤独感の低さと結びついている。一般的な「右傾性」と比較すると、ネット右翼的な層は、近所付き合いをしている人数が少なく、一般的に他人を信頼せず、友人数は少なくはないが 対人関係での孤独感が高いという特徴がみられ、対外関係でも韓国・中国に対する親しみを感じず、移民に否定的で排外意識が高い（孤独感の高さが高いほど、排外意識が強く、また嫌韓・嫌中である傾向が強い、嫌中よりも嫌韓との相関性が強い）としている。ネット右翼的な層は右傾性に関わる諸因子・諸指標の相関構造の中で特異な地位にあって、一般的な「右傾性」を代表すると見なし難く、愛国と嫌韓・嫌中が一体化しているという特徴があると 辻は述べている。この調査における比率は『「韓国」「中国」いずれにも親しみを感じない』が36.8%、『靖国公式参拝・憲法改正等に賛成』が6.4%、『政治・社会問題についてネット上で書きこみや議論をした』が15.2%であり、全てに該当する「ネット右翼的な層」は1.3%であり、サンプルがネットのヘビーユーザーが多いという偏りがあることを考えると一般的なネット利用者における比率は1%を下回るとしている。

### 永吉希久子による分析
永吉希久子は、2017年12月に実施された「市民の政治参加に関する世論調査」のデータを用いて、「ネット右翼になりやすいのは誰か」という問いを社会的属性、社会経済的地位、社会的孤独、政治的・社会的意識、メディア利用の側面から分析した｡
社会的属性に関して、ネット右翼は自民党や安倍元首相に好感を持ち保守を自任している。また、今までネット右翼は若年男性、特に社会経済的に弱い立場の若者というイメージがあったが、調査のデータ上では男性の方が女性よりもネット右翼である割合は高かったが、年齢に関しては関連が強くなかった。
社会経済的地位に関しては非正規雇用層では低く、経営者・自営業者や正規雇用で高い傾向にあった｡そして、調査データを分析した結果､配偶者や相談相手の有無とネット右翼のなりやすさには統計的に有意な関連が見られたものの関連は弱く、配偶者や相談者がいるグループとの明確な割合の差は見られなかった。
政治的・社会的意識に関しては、ネット右翼は、政治的有効性感覚、権威主義的態度、伝統的家族観の3つの意識が高かった。
メディアの利用に関して、ネット右翼は、政治や社会問題の情報入手先としてテレビをあまり利用せず、インターネットを利用している傾向があり、反テレビ的でインターネットに親和的である。また、政治・社会問題の情報源としてインターネットや本・雑誌､所属団体からの情報を利用する人ほどネット右翼になりやすく、テレビを利用する人ほどなりにくい傾向があった。

### 樋口直人によるFacebookユーザーの分析
樋口直人はFacebookのユーザーを対象に、それぞれの生活世界がネット右翼としての「活動」につながる背景を明らかにすることを目的に調査を行った。
調査の対象となったFacebookユーザーは、安倍首相がFacebookに書き込んだ年末の挨拶に対して、2015年12月28日になされた日韓両政府の間で合意された「慰安婦」問題に関する批判的な書き込みを行った人々であり､これをネット右翼として調査が行われた。樋口は属性情報が公開されており、ユーザーページが残っているものを対象として、表に集計した｡
| 学歴                 | 学歴 | 学歴  | 年齢 | 年齢 | 年齢  | 性別 | 性別 | 性別  |
|                      | 人数 | %     |      | 人数 | %     |      | 人数 | %     |
| -------------------- | ---- | ----- | ---- | ---- | ----- | ---- | ---- | ----- |
| 大学在学・卒         | 332  | 60.7  | 10代 | 3    | 1.0   | 女性 | 124  | 16.9  |
| 高専・短大卒         | 24   | 4.4   | 20代 | 31   | 10.4  | 男性 | 602  | 81.9  |
| 専門学校卒           | 48   | 8.8   | 30代 | 53   | 17.8  | 不明 | 9    | 1.2   |
| 高校卒               | 138  | 25.2  | 40代 | 100  | 33.7  |      |      |       |
| 高校在学・中退・中卒 | 5    | 0.9   | 50代 | 59   | 19.9  |      |      |       |
|                      |      |       | 60代 | 52   | 17.5  |      |      |       |
| 計                   | 547  | 100.0 |      | 298  | 100.0 |      | 735  | 100.0 |

「Facebook」は他のSNSに比べて利用者の年齢層は高めだが、この調査では30代から50代がほとんどを占め、735人のうち職業が判明したのは289人であり、そのうち自営・経営者が137人を占めていた｡
その後、樋口は公開情報とネット右翼的情報の量によってネット右翼を、リア充ネトウヨ、生活者ネトウヨ、ステルスネトウヨ、真正ネトウヨ、秘匿ネトウヨに分類してそれぞれ分析した｡
また、このFacebookユーザーのネット右翼の分析において、ネット右翼に特徴的なサブカルチャーとして、アニオタ（アニメーションオタク）や歴史オタクはほとんど見られなかった（アニオタ2人、歴史オタク8人）。実際にネット右翼に特徴的なサブカルチャーとして多かったのは、ミリオタ（軍隊オタク、42人）、宗教（24人）、武道（15人）であった。しかし、女性にはこの傾向は見出すことができなかった。加えて、ネット右翼にはネオナチなどで見られる特有の外見的アイコンがなかった｡

## 見解

### 集団極性化現象
福田充によると、メディア研究では「ネット世論は過激化しやすい」という考え方が一般的で、インターネットの大衆化によって、平等性や匿名性が高まり、発言の自由度が高まると、意思決定が極性化（極端化）するとする集団極性化現象（グループ・ポラリゼーション）というモデルからも説明できるといい、ネットで左翼的方向ではなく右翼の方に極端化する理由について、「日本では戦後民主主義の下でナショナリズムや愛国主義がタブー化され、自由に発言できない時代が長く続いた。さらにマスメディアが左翼的、人権派的に体制化されていたことから、中国や東アジアに対する批判はタブーとなり、「有事」や「危機管理」という言葉も使うことがためらわれた。そうした戦後のマスメディアが作り上げてきた閉鎖的な言論空間の中で、言いたいことがあるけれど言えないという「抑圧された声」が、インターネットが普及した1995年以降、一気に噴出するようになったと考えられる。」という。
辻大介によると、極端にナショナリスティックな、あるいは人種差別的・排外的な発言を行う「ネット右翼」現象にも、キャス・サンスティーンが『インターネットは民主主義の敵か』において提唱したサイバーカスケードが関わっているのではという指摘もある、という。
田中辰雄と浜屋敏によると、ネット上では「ネトウヨ」・「パヨク」と呼ばれる極端な主張を行う人ばかりが目立ち、相互理解のための議論はほとんど見られず、社会は二つの相反する意見のグループにはっきりと分断され、相互理解を拒否してただ不毛な言い争いばかりが続いているように見えるといった悲観論が見てとれる が、ネット利用によって人々の意見が過激化し社会が分極化されるかどうかを大規模アンケート調査で検証した結果、ネットあるいはSNSの仕様が実りある議論には適しておらず、罵倒の応酬に陥ることが多いため、結果として分極化しているように見えてしまうこと、ネットは社会を分断せず逆に穏健化すること、ネットメディアを利用した結果として分極化するのではなく、先に分極化した人がおり、彼らが好んでネットメディアを利用すること、などの結論に達した。

### 右翼・保守との比較
加藤紘一は、「従来の民族系右翼とは異なる側面を感じる。私たちがそもそも、家族や地域社会、職場とのつながりを断ち切られ、糸のきれた風船のようになってしまっているのではないか。そういう状態にあれば、隣国との闘争を煽ろうとする過激なナショナリズムになびく人々が出てきても不思議ではない。」と述べている。
小林よしのりは自身の著書の「戦争論」を 公開してから、ネトウヨが急増したためネトウヨの生みの親と言われているが、本人はネトウヨを毛嫌いしている。また、ネトウヨを「戦争論」を誤読した者がネトウヨになると発言した。
また、「昔はみんな若者は左翼だったんだけど、今は保守か、なんか"ネトウヨ"みたいな感じになっちゃって、切り替わっちゃったかなという感覚はしますよ、「戦争論」以降。でも、今度はある意味、国家というものを持ち出しさえすれば自分自身の自意識を底上げできる、という人間が随分増えたなと。」、「ネトウヨ系のヤツは、強硬なことを言っときさえすれば保守なんだ、愛国者なんだ、と思ってるから、、、」 と述べた。
櫻井よしこは、「感情にまかせて単に「半島に帰れ」などと叫ぶとしたら、それは「愛国」でも「保守」でもありません。偏狭なナショナリズムや国粋主義に陥れば、必ず国際社会で孤立し、道を誤ります。ネット右翼と呼ばれる人たちには、決してそのような過ちを犯してほしくありません。」、「ネット右翼と呼ばれる人たちもまた、もっと勉強して、近い将来、真の保守として、日本を復活させていく役割を担ってほしいものです。私は彼らの意欲に期待します。」と述べた。
中島岳志は、保守思想にすらコミットしておらず、左翼が言っていることが気に入らないという「反左翼」という意識だけではないか、といい、西部邁は、ネトウヨにはある種の反知性主義としか言いようのない、下品な言葉遣い、他人に対する誹謗中傷、罵詈雑言があるらしく、左翼の論客の言葉もネトウヨと同等に乱雑で、内容としては反知性的なオピニオン、つまり「根拠のない臆説」が増えていて、右翼だけが反知性主義だというのは、朝日の偏見である、という。
古谷経衡は宇野常寛との対談において「ネット右翼は保守ではない」と主張している。
西村博之はネトウヨを貧困層の知能の低いただの暇人と主張しており、ネトウヨに対して｢ネトウヨ的な人は韓国と中国に対してはすぐに批判をする。なぜなら未だに日本が勝てると思っているから。しかし、彼らは逆にアメリカを批判することは決してない。日本が負けると思ってるから。自分より弱い相手にしか立ち向けない可哀想な人なんだと思う。例えば日米地位協定などの不平等条約（横田空域問題、沖縄問題、米軍人による犯罪問題、法外特権など）において明らかに日本が不利、アメリカの下の立場になっているにも関わらず、アメリカの批判を一切しない。日米地位協定こそが在日特権。本当の保守、愛国者は在日米軍を批判し、日本が軍事的な主権を取り戻す事を訴えるものだと思う。｣と述べた 。また、その他にもネトウヨを｢味方にしても頼りない人間｣と発言した。

#### 在来右翼の見解
河原博史は、「しばしば在日外国人の特権を問題視し、排外主義に走りがちで、人種差別的な言葉を使いますが、ある民族を自分たちよりも劣等とみなしたうえで、自らの国は素晴らしいとするのは、彼らが嫌いな中華思想に代表されるエスノセントリズムにほかならない。日本人の愛国心は、天皇陛下を戴いた長い歴史で育まれた、もっと純粋なものです。」、「今の日本が軍を持ったら、ネット右翼が在日外国人にする弱い者いじめのように、周辺諸国に迷惑をかけかねない。」と主張した。
金子宗徳は「ネトウヨや安倍信者にしても、我々とは何か違う。率直に言わせてもらえば、『軽い』なと」、「保守的で素直な人が多かったけれども、自分の生まれ育った社会に根源的な違和感がない。悪いリベラル・左翼によって、すばらしい日本の国が汚されているという単純な図式に基づいて活動をしている。なぜ現状に対してそこまで肯定的になれるのか、悪いのは左翼だけなのか、どうにも理解できませんでした」と述べた。
蜷川正大は、ネット右翼について「全然評価しない。僕は匿名でモノを言う人は右も左も嫌いです。自分の言動に責任を持つのは最低限のマナーだと思うからです。こたつの中でヌクヌクとしてながら過激な言葉を発するのは男のすることじゃない。例えば朝鮮民族がどうとか個人の国籍を否定しても意味がない。個人に石を投げるのは卑怯じゃないですか。」と述べた。
小林よしのりは、ネット右翼について「小林よしのりが無料でニコニコ生放送を行えば、ネトウヨ・バカウヨ・ニートウヨが襲来して、画面を罵詈雑言で埋め尽くす。」、「ネトウヨは安倍晋三の紅衛兵なのである！」とした上で、ネット右翼が支持しているとされる安倍晋三についても「ネットユーザーには、右翼・排外主義のネトウヨが跳梁跋扈しており、安倍晋三はそのようなネトウヨ層を背景にしか戦えない腰抜け、へタレなのだ。」と痛烈に批判、また、ネット右翼が読むとされる雑誌『ジャパニズム』については、「わしはこの雑誌が嫌いだ。なぜかというと、在特会擁護雑誌だからである。在特会擁護で、原発推進派の、ゴリゴリの右派雑誌だから、時間を割いて読む価値はない。」、「つまりこの雑誌の読者は在特会であり、在特会を擁護する者たちであり、朝鮮人差別が好きな者たちである。」とした上で、ネット右翼が朝鮮人を攻撃している事については、「「朝鮮人は死ね！」「チョンは出ていけ！」と悪罵を投げつける「ヘイトスピーチ」は、暴力なのだ。殴る、蹴る、刺す、と何ら変わらない暴力である」と批判している。

#### 保守論壇との関係
古谷経衡はネット右翼路線時代に「WiLL」（ワック）、「Voice」（PHP研究所）、「正論」（産業経済新聞社）などの保守系雑誌に寄稿をして、「保守村」でいえば大佐か中佐クラスの住民になっていたが、年功序列社会であり、保守派に批判的なことを書いたところ、年上の人に苦情を言われ一瞬で追い出された。
斎藤貴男によれば、健全な保守論壇誌を目指して創刊された文藝春秋社の『諸君』は、2000年代に入り「小泉政権に無条件で服従しない奴はみんな敵だ、サヨクだ」とばかりに罵詈雑言を浴びせる誌面になり、部数が激増したが「ネトウヨ」雑誌に変質した、という。社内外で眉を顰める人が続出し、2007年の春に編集長が交代したが、部数が減少し、2009年6月号を最後に休刊した。また、講談社の『現代』、『G2』は「ネトウヨ化」せず休刊し、新潮社の『新潮45』までがネトウヨ化したことへの怒りが事件に発展した、という。

### 左翼・ リベラルとの比較
後藤和智によれば、リベラル派の一部は、ネット右翼現象の発生原因を、新自由主義的経済政策によって下層に押し込まれた人たちに求めるが、こうした主張をする人の中で、労働経済的政策による「救済」や新時代の労働倫理を問い直すことが必要だ、と主張する人はほとんどいない、という。また、ネット左翼は、ネット右翼を「人間的に未熟」「ニートで童貞でオタク」などと根拠のない「分析」をしたり、小泉純一郎や安倍晋三を批判するようなバナーを配布したり「祭り」に親和的であったりするなど、「ネット右翼」とほとんど同一の性質を示す、という。

### 社会階層

#### ネトウヨ底辺説
近藤瑠漫は、「ネット右翼」はフリーター、契約社員、ニート、引きこもりといった「負け組」、「何とか普通に生活しているが将来展望が見えない層」（「負けかけ組」）と主張した。また、小林よしのりはネット右翼を「年収200万円以下の下層」とみなした。宮台真司はネトウヨには童貞が多いと主張した。安田浩一は、「ネット右翼は、変形型の「オタク」に位置づけられていた。匿名性を盾に差別的な言辞を繰り返す様から、攻撃的な引きこもりと揶揄されることもある。」と主張した。マーティン・ファクラーは、2010年8月29日付『ニューヨーク・タイムズ』紙で“Net right(ネット右翼)”として在日特権を許さない市民の会などの行動を伝え、「日本社会の中下層（貧困層）の青年たちは、自らの生活に対して失望・落胆した感情を、インターネットなどを通じて外国人への排斥につなげている」「彼らの矛先はアジア人の他、キリスト教徒にも向いている」と主張した。

#### 「一般人」とする主張
津田大介は、「ネット右翼」と言われる人々は、右翼団体の延長の人から一般人まで、あらゆるタイプの人々であり、反日的な中韓に不満を持っている人、左翼的なエリート主義への反発など、色々な人が色々な要素を持ってネットで繋がり、ここ数年ではフジテレビ抗議デモのように、ネットに限らずリアルでも繋がり始めていると述べた。

#### 古谷経衡の主張とネット右翼の実数
古谷経衡のネトウヨの定義は、ネット上で右派的発言を繰り返す人ではなく、「保守系言論人の意見に無批判に寄生する存在」であるとしている。
古谷は、小林よしのりが「ネトウヨは貧困層じゃなくて、案外、高給取りだという見解があるが、それは自分がネトウヨ側にいる連中が発明した嘘だと思う。まともな高給取りがあんなに馬鹿なはずがない。」と主張したことに対し、世間的にネット右翼＝社会的弱者というイメージが消えないのは、小林が陥っているような「まともな高給取りがあんなに馬鹿なはずがない」という誤った固定観念が拭いされていないからであり、明白な嘘だとし、「まともな高給取りや高学歴者は、常識的判断を下すはずである」という思い込みは社会的に何の根拠もないことであり、資産家が未公開株の詐欺にあったり、高額所得者が詐欺師の甘言に嵌まり人生を棒に振るなどの出来事は、決して珍しいことではないとした。2013年に古谷が行った調査では、ネット右翼の平均年収は日本人の平均年収と同程度である約450万円、四大卒（中退者を含む）は60%、平均年齢は38歳強、男女比は約3：1、主に東京・神奈川を中心とする首都圏在住者が全体の2/3。最も多い職業は自営業者であり、会社員でも管理職の指導的立場にある者が多かったとし、いわゆる「大都市部に住むアラフォーの中産階級」だとした。さらに、現在のネット右翼は、丸山眞男の定義した戦前の日本型ファシズムを支えた主力で、政府・大本営の発表を鵜呑みにし、翼賛体制の一翼を担い「鬼畜米英」を唱え、そうではないものを「非国民」と呼んだ社会の主力だった「中間階級第一類」（中小の自営業者、工場管理者、土地を持つ独立自営農民や学校教員、下級公務員、企業でいえば中間管理職や現場監督など） に酷似しているとした。
古谷は、2014年11月の衆議院総選挙の結果から、「自民党よりも右」を標榜し、ネット右翼に圧倒的な人気を誇った田母神俊雄を擁立した「次世代の党」の比例代表総獲得票数や同年1月の猪瀬直樹東京都知事辞任を受けての出直し都知事選挙での田母神の約60万票の獲得票数などから、ネット右翼の全国的実数はせいぜい200-250万人であり、この200万人余の人々の書き込みやヘイトスピーチがネット上に溢れることでインターネットの世界がすべて右傾化しているように見せ、それが日本全体の世論であるかのように錯覚させているだけで、ネット右翼が日本の世論を代弁しているわけでは決してなく、ノイジー・マイノリティ（あるいはエコーチャンバー）に過ぎないと主張している。

#### 「エリウヨ」の存在
ネット右翼を「格差社会による貧乏な若者」と見なしていた香山リカは、古谷経衡の「ネット右翼の実相は大都市に住むミドルクラス」という分析結果やアメリカの富裕層たちが「愛国的な奉仕」や「国家的な結束」を9・11で実現した例から）社会的エリート階層におけるネット右翼の存在を指摘し、おそらくミドルクラスよりさらに富裕層に近い、外資系ネトウヨ、開業医ネトウヨなども基本的にはこの「ナショナリズム─新自由主義」スペクトラムに位置づけられるのだろう、と主張した。

### 特定の政治家との関連についての主張

#### 小泉純一郎
山口二郎は2006年9月に小泉純一郎について「『心の問題』を持ち出して靖国参拝を正当化したが、これは攻撃的引きこもりともいうべき状態である。ネット右翼たちは、これを見習って、蛸壺に閉じこもりつつ、気にくわない言説への攻撃に精を出す。政治家の跳ね上がりにお株を奪われた右翼は、より過激な闘いを求めて放火事件を起こす」 と述べた。

#### 安倍晋三
- 『週刊ポスト』2012年10月12日号によると、安倍晋三が当選した2012年の自民党総裁選で、対立候補だった石破茂に対し、安倍を支持するネット右翼が落選運動を展開したという[95]。
- 鈴木哲夫は、古賀茂明のテレビ朝日「報道ステーション騒動」に関連し、他局がテレ朝への援護射撃をしなかった背景として、「(前略) ネット右翼などのプレッシャーもすごいとテレビ局の人に聞きました。安倍さんを批判したら書き込みや脅しに近い意見が山ほど来る。視聴率にも影響してくる。そうしたところにも弱腰の理由があるんじゃないでしょうか」という民主党幹部の発言を紹介した[96]。
- 古谷経衡は、「純粋なフランク族ではないジダンが、フランスの英雄として尊敬の対象となっているナショナリズムのかたちを肯定する安倍の世界観は、一部のネット右翼やネット世論、もちろんナチ的な優生思想とも対極にある」[97]、「安倍が規定する「ナショナリズム」や「愛国」とは、ネット右翼や一部の保守が叫ぶ「純血主義」とはほど遠い、リベラル的な世界の趨勢をトレースしている」と述べた[98]。
- 桐島ローランドは、田原総一朗との対談で「僕は安倍さんにはネトウヨ対応の専門部隊がついていると想像しています。(中略) 2013年12月26日、わざわざ毛沢東の誕生日に靖国神社に参拝したのは、自分を支持してくれている無名のネトウヨに「僕らのヒーローは安倍だ」と感じてほしかったからだと思います。」と述べた[99]。
- 御厨貴は、「安倍さんの強気発言を支持するようないわゆる「ネトウヨ」は、ヨーロッパの極右団体とは違って運動体を成しておらず、自分から行動には移しません。要するに「口だけ」。安倍さんも実際に突き上げを食らうわけではないからこそ付き合えるのです。」と述べた[100]。
- 安田浩一は、ネット右翼の安倍に対する熱烈な支持は、安倍を批判するマスコミへの敵意の反映でもあると述べている。また、安倍がフェイスブックに投稿した「マスコミ報道との戦いです。皆さんと共に戦います」という文章は、ネット右翼の反メディア感情とシンクロするものであると述べている[101]。
- 山口二郎は、2014年11月23日の東京新聞への寄稿の中で「ネトウヨ言説に代表される精神と知性の劣化という時代風潮を、安倍首相こそ象徴しているのか」と述べ[102]、2015年11月16日の韓国のハンギョレ新聞の寄稿でも、安倍晋三の慰安婦問題への姿勢に関連して「日本の政府全体がネット右翼と歴史修正主義に汚染されているということである。戦後の終わりはそのまま日本が野蛮国に転落する危機である」と主張した[103]。
- 有田芳生は、ネット右翼による在日韓国・朝鮮人へのヘイトスピーチを伴ったデモが2013年に入って拡大していることについて、前年末に発足した第2次安倍内閣の影響であるとしている[104]。有田は、ネット右翼が過激化した背景として、彼らが安倍を自分たちの仲間とみなし、かつ自分たちが主流派であると感じるようになったことにあると述べている[104]。

#### 高市早苗
安倍晋三の死後には、ネット右翼は高市早苗に帰依する者が多いとされる。これは、かつてネット右翼から好かれていた稲田朋美がLGBT理解増進法などへの取り組みにより事実上リベラル・左翼に転向・変節したと見なされ、その反発から高市に支持が集まる傾向が強まっているとされる。
古谷経衡によれば、ネット右翼は倒錯する「二つの自民党」論を持ってるといい、一つは「真に日本を憂い、反日的メディアや野党に毅然として反撃し、アメリカと協力して中国、韓国、北朝鮮と対決する国防体制を構築する親日自民党」、もう一つは「日本を憂うフリをして外国に媚び、反日的なメディアに秋波を送り、アメリカとは一応協力するものの、結局は中韓に媚びへつらって利権をむさぼる反日自民党」であるという。ネット右翼から「親日自民党」と見なされる代表格が安倍晋三であり、またその遺志を継ぐ人物として高市早苗や杉田水脈など自民党清和会やその系統の議員が「親日自民党」と見なされているのだという（一方の「反日自民党」と見なされる人物の代表格は岸田文雄、河野太郎、茂木敏充、林芳正、石破茂、二階俊博などの「旧経世会」「宏池会」やその系統の議員）。
赤坂太郎もネット右翼の高市支持は安倍が総裁選で高市を支持したためと見ているが、赤坂によれば安倍は高市が宰相の器ではないことは見切っていたが、高市支持票をある程度固め、決選投票でその票を岸田に乗せて岸田に恩を売って政権に影響力を持つ戦略を持っていたために高市を支持したにすぎなかったという。しかしネトウヨの受け止めは違い「高市が日本を救う」と信じるようになったのだという。

### ネット右翼の活動についての分析

#### 絓秀美
絓秀美によれば、ネットウヨクのかなりの部分にとっても、エリートが支配している大ジャーナリズムは、それ自体で欺瞞的であり、ウソを言っていると見なされる。それゆえ、大ジャーナリズムが、相対的に原発推進派であることは許しがたく、ネットウヨクの相当部分は反原発派であるという。

#### 森達也
森達也は「保守速報は、一応は公開された記事をソースにしているけれど、タイトルという看板を付け替え、刺激的な文言で、ネトウヨを煽ってアクセス数を稼いでいる」と主張した。

#### 古谷経衡
古谷経衡によれば、「翁長沖縄県知事の娘は中国留学後に共産党幹部の子息と結婚した中国の工作員だ」というデマは、田母神俊雄がツイートしたことで一気に拡散したが、発信源は元海上自衛官の保守言論人であった、という。古谷は、著名な保守言論人の言説にネトウヨが乗っかることを「ヘッドライン (見出し) 型寄生」と呼んでいる。一方、「8.6秒バズーカーの「ラッスンゴレライ」が広島への原爆投下の揶揄でコンビ名も原爆が落とされた8月6日に由来する」というデマは、自然発生したデマをネトウヨが信頼する保守言論人がRTなどで引用したことで、権威づけされた結果、下からのデマ拡大が起こった、といい、古谷はこれを「デマ補強型」と呼んでいる。
また2022年ロシアのウクライナ侵攻をめぐって、元駐ウクライナ大使兼モルドバ大使でユダヤ陰謀論者の馬渕睦夫などに扇動されたネット右翼の一部が「世界を操る影の政府・DS（ディープステート）がゼレンスキー大統領を操ってロシアと戦わせている」「プーチンはDSに立ち向かう光の戦士」という陰謀論に取りつかれてプーチンとロシアを礼賛している傾向を指摘している。

#### 「弁護士への懲戒請求運動」関連
2017年、東京弁護士会が2016年4月に出した｢朝鮮学校への適正な補助金交付を求める会長声明｣に賛同したとみなされた複数の弁護士に対し約13万件の懲戒請求があった際、佐々木亮は｢ネット右翼の諸君は相変わらずだなぁ。無邪気に私に懲戒請求してるのも900人くらいるけど、落とし前はつけてもらうからね。(＾ｰ^)ー☆」とツイートした。
損害賠償請求で訴えて相手側の年齢が分かると、「懲戒請求した人の年齢で、今分かってるのは、1番若くて43歳。40代後半から50代が層が厚く、60代、70代もおられる。今までネトウヨ諸君と呼びかけていたけど、年齢的に上の人が多そうなので、失礼だったかな？」とツイートした。田中辰雄・浜屋敏によると、相手として攻撃的なネトウヨ青年を想定していたところ、実際には自分より年上であり、ほとんど父親に近い年齢層の人までいることがわかって、戸惑っている様子が見て取れる、という。
この懲戒請求を呼びかけたブログ『余命三年時事日記』について、古谷経衡は「老舗のネトウヨブログ」と述べている。ブロガーで情報法制研究所上席研究員の山本一郎も、「カルト的なネトウヨ（ネット右翼）ブログの一つ」と述べている。

#### 2020年アメリカ大統領選挙
政治学者木下ちがやは2020年アメリカ合衆国大統領選挙をめぐってネット右翼言論界に「アメリカ大統領選は不正選挙でありトランプは勝った」という陰謀論が席巻したと語り、社会学者鳥海不二夫の調査によれば、日本の「トランプ勝ち組陰謀論」ツイートは、10万アカウントによる約58万ツイートの集団によってなされ、このうち6割超が安倍晋三を支持する「保守系アカウント」だったことを引用し、10万アカウントというのは日本のツイッターユーザーの1%に満たないが、百田尚樹や有本香、門田隆将など数十万フォロワーを持つ右翼言論人がこの陰謀論を扇動したことでエコーチェンバー現象を引き起こしたと主張する。この陰謀論に加担した言論人やアカウントは「もう限界値を超えてしまい、後戻りできないところに行ってしまった残念な保守」という意味で木下ちがやは「限界ネトウヨ」と名付けた。「限界ネトウヨ」は、上念司らトランプの敗北を認めた「常識的」右翼言論人に攻撃を開始し、右翼言論界は内ゲバ状態に陥っているという。
木下によれば「限界ネトウヨ」増殖の原因は安倍前総理が退陣したことで「安倍ロス」に陥ったネット右翼が、後継の菅総理にではなく安倍前総理と「一心同体」のトランプに拠り所を求めたためという。古谷経衡は「第二次安倍政権では物足りなかった対中強硬政策についての上位互換としてトランプを見つめた」と分析している。
石戸諭は、ネット右翼と陰謀論（とりわけQアノンに見られる）との関わりについて、「トランプ氏が大統領でなければ『中国』に対して強く出られないという恐怖、政権変化への不安、そして日本のリベラル系メディア、知識人が『トランプ退陣』を喜んでいる -ように見えた- ことが大きな要因だろう。」「昨今の右派に共通している心情の一つに『反権威主義』がある。彼らが権威とみなしているのはリベラル系メディア『朝日新聞』であり、朝日に寄稿するような知識人たちだった。」「リベラルメディアへの反発と不信感、そして（中国）脅威論が結びついたとき、そこに都合の良い主張があれば、たとえ極端な陰謀論であっても人間は飛びついてしまう。」と論じている。
倉山満は「長すぎた安倍晋三政権が終わり、拠り所を無くした信者たちは、アメリカのドナルド・トランプ大統領に帰依していた」「そこに付け込んだのがネトウヨ芸人たちだ。『トランプが負ける要素は何もない！』『アメリカのメディアでも信頼できる情報源はトランプの有利を伝えている！』『最後は必ずトランプが勝つ！』等々、心地の良い言葉を並べ、無知蒙昧なネトウヨ相手の商売に励んだ。」「『秘密の情報を教えましょう。米軍特殊部隊がフランクフルトでサーバー押収で急襲した際、銃撃戦となり、米軍、CIA双方に死亡者。現場に何とCIA長官がおり、負傷して捕まった。身柄はキューバのグアンタナモ基地に送られ、現在尋問中。同長官が取引に応じている』信じがたいが、こんな情報を垂れ流す人物にお金を払う客が少なからず存在するのだから、驚愕だ。また、一応はプロの言論人やジャーナリストを名乗る人物が、この手の情報を拡散していたりする。」と語る。

### ネット右翼を辞めた人たち
安田浩一は、東日本大震災で空き地になってしまった海岸線に中国人が大量に移植してくるというデマが掲示板に書かれているのを真に受けた在特会のメンバーたちが真剣に会話しているのを聞いて「怖くなった」と在特会やネット右翼を辞めた人物を紹介している。
古谷は、「ネット右翼界隈でやってきた人が、ちゃんと勉強されてネトウヨ嫌いになったというケースもありますよ。ただサイクルがありますから、入ってくる人がいれば出ていく人もいますので、総数的には縮こまっていますが、レベルもそんなに変わってないんじゃないですか。」と述べた。

### 「ネトウヨ」という呼称について

#### 侮蔑語としての使用
2015年11月24日、新潟日報の報道部長が自身のTwitterで新潟水俣病3次訴訟の原告側弁護団長を務めている弁護士に向けて、さまざまな中傷の言葉と共に、「まるでネトウヨの○○弁護士」「ネトウヨのアイドルになってきている」などとリプライを飛ばした。報道部長は同日、弁護士の事務所を訪れて謝罪した。

#### レッテル貼りに当たるとの主張
濱野智史は、動きの早いネット社会においてネット右翼的現象は10年以上継続しているのは驚くべきこととし「反マスメディア、もしくはネトウヨ的な運動というのは、ある種の市民によるマスメディア監視と言えなくもない。ある意味、評価できる。ネトウヨ的なものがいるということは、日本のメディアをめぐる民主的な状況というのは、健全と言えなくもない。『右翼だから別に聞かなくていいでしょう』と無視するようなレッテル貼りはそろそろ限界」と主張している。
桜井誠（通称名）は、在特会や行動する保守運動の拡大浸透に恐怖心を覚えた既存メディアや反日勢力が「ネット右翼 (ネトウヨ)」という造語や「ヘイトスピーチ」を連呼して運動を非難し続けているとし、「個人も自由に情報発信ができるネット時代において、そのような児戯に等しいレッテル貼りは、もはや通用することではないのです」と述べた。
古谷経衡は、「「ネット右翼」と「保守」は、社会的弱者などではなく、寧ろ経済的にも時間的にも余力のある都市部の中産階級である。であるが故に、彼らこそが、社会的弱者に対する温かい眼差しを獲得することは、「ネトウヨ」などというレッテルを弾き返すだけの重要な武器に成るだろう。一方、いたずらに「ネトウヨ＝弱者」という正確ではない図式を持ちだして、「ネット右翼」を蔑む側にも問題がある。 」と主張した。
産経新聞は、朝日新聞が一般の保守派までも感情的に反韓国・北朝鮮や反中国を叫ぶような「ネトウヨ」と一緒にすることで、保守派を「非知性」「バカ」と印象付けようとしていると主張している。

#### ヘイトスピーチに当たるという主張
古森義久は、「ネトウヨ」という言葉の響きには侮蔑が満ちており、使った側には相手に対する軽蔑や憎悪や憤慨がにじみ出ている一方、使われた側は屈辱、反発、憎悪を覚える"ののしり言葉"であるとした。さらに、「ネトウヨ」の「ウヨ」とは「右翼」の略であり、「右翼」とは当然のことながら特定の思想を指している言葉のため、この言葉を使った側の意識の根底には相手の思想を右翼だと断じていることは明らかであるとした。このような相手の思想を決めつけた上で貶めている「ネトウヨ」という言葉は「人種や宗教、思想、性別などを理由に特定の個人や集団を貶め、憎悪や怒りを生ませる言葉」と定義づけされているヘイトスピーチに該当すると主張している。

### ネット左翼
松谷創一郎と(一條富博)はネット左翼（ネトサヨ）をネットに漂う信頼性の低い情報を根拠に「脱原発」や「不正選挙」を訴える人たちであると定義した。ネトサヨはネトウヨと同じく自らの願望に沿った情報をネットから拾いそれを根拠に自説を固めていき、反論に対しては「ネットを検索すれば、多く事実が出てくる」と自説の“根拠”を出し、自分が信じたい情報しか信ず相手に耳を貸さないことが問題だとした。さらにTwitterで自分と同じ意見のユーザーばかりをフォローする一方で反論する者はブロックして排除し、決して自らを非難することのない同じ考えを持った仲間同士で連帯感を求めていることが特徴だとし、フォロワー数を気にしながらTwitterで脱原発や不正選挙を訴え続けるネトサヨの中年男性たちの例も挙げた。
中川淳一郎は、ネットの世界には真偽を客観的に見極めることなく、善悪二元論で考えてしまう傾向が強く、陰謀論が大好きであるとした。在日特権のせいで日本人が不利益を被っていると主張するネット右翼も、ヘイトスピーチ反対を主張すればどんなに相手の個人情報を晒してもいいと思っているカウンター勢力も、同じ「宗教」であると主張している。

## 日本国外の類似現象
日本大学危機管理学部教授の福田充によれば、日本だけでなく中国・韓国・ドイツ・アメリカ合衆国・イギリスなどでも同様に多くの国でナショナリズムと結びついて右翼化するという側面がネットの世界にはあるという。

### 韓国
韓国の「Voluntary Agency Network of Korea (VANK)」は、その活動内容から、韓国の「ネット右翼」として例える人もあるが、VANKは会員数10万人を超え、韓国政府から資金援助を受け、事実上政府の影響下にあるとされる。ジャーナリストの崔碩栄によれば、1999年の設立当初は海外にペンフレンドを作り、交流を通じて韓国の正しい姿を伝えることが目的だったが、2005年以降は日本の国際的地位の失墜を図る「ディスカウントジャパン運動」が中心的な活動になっている。竹島問題、日本海呼称問題、従軍慰安婦問題などについて、世界中の公的機関、民間機関に自分たちの主張に沿った記述をさせるために抗議文を送りつけるサイバーデモを行っており、2012年7月には、韓国官民一体で活動を行うための覚書を韓国で外務省にあたる外交通商部との間で交わしている。2020年東京オリンピック開催に当たっては、福島第一原子力発電所事故と結び付けて揶揄したポスターを作成し、IOCは「競技会場には政治的な介入が行われるべきではないという確固たる信念をもっている。政治的な目的でのオリンピックエンブレムの不正使用を非難する」とコメントしている。
また、官製プロパガンダ系とは別に、「イルベ」との通称で知られる「日刊ベストストア」という電子掲示板には多数の保守系ユーザーが集まっており、極端な反左派・女性蔑視の言論で目立つため、しばしば社会問題化している。女性蔑視的な言論があまりにも多いから、一部の女性ネットユーザーは「メガリア」などのフェミニズム系サイトを設立し対抗してきた。

### 中国
中国のネトウヨは「憤青」と呼ばれ、もともとの意味は「怒れる若者」だが、過剰な民族主義とナショナリズムを持つ青年たちのことを指す、という。「糞青 (fenqing)」「糞糞 (fenfen)」などと揶揄され、「fq」「ff」と表記されることもある。
また、近年では若者を中心に「小粉紅」と呼ばれる新形態のネトウヨが発生している。

### スコットランド
ブレイディみかこによると、サイバーナットをスコットランド版ネトウヨと呼べるという。

### アメリカ
渡辺一樹によると、オルト・ライトはアメリカの「ネトウヨ」などとも呼ばれる存在だという。また、Qアノンも存在している。